# Stenia guianalis
Stenia guianalis là một loài bướm đêm trong họ Crambidae.